# Косаманський сільський округ
Косама́нський сільський округ (каз. Қосаман ауылдық округі, рос. Косаманский сельский округ) — адміністративна одиниця у складі Аральського району Кизилординської області Казахстану. Адміністративний центр — село Косаман.
Населення — 717 осіб (2021; 676 у 2009, 588 у 1999, 538 у 1989).
Станом на 1989 рік існувала Радянська сільська рада (села Акбасти, Акеспе, Косаман, Куланди, Куландінський Конезавод). Пізніше села Акеспе та Косаман утворили окремий Косаманський сільський округ. 2018 року було ліквідовано село Бердиколь.

## Склад
До складу округу входять такі населені пункти:
| Населений пункт | Населення, осіб (1989) | Населення, осіб (1999) | Населення, осіб (2009) | Населення, осіб (2021) |
| --------------- | ---------------------- | ---------------------- | ---------------------- | ---------------------- |
| Акеспе, село    | 217                    | 200                    | 255                    | 303                    |
| Бердиколь, село | -                      | 49                     | 42                     | -                      |
| Косаман, село   | 321                    | 339                    | 379                    | 414                    |